# رئیس (ترانه کویتی‌پور)
«رئیس» ترانه‌ای انتقادی به خوانندگی غلام کویتی‌پور و دانیال مقدم است که در آستانه محرم ۱۴۰۲ منتشر شده‌است. این ترانه با دیالوگ خسرو شکیبایی در فیلم دلشکسته (۱۳۸۶) شروع می‌شود.